# Hideki Shirakawa
Hideki Shirakawa (japonès: 白川 英樹, Shirakawa Hideki) (20 d'agost de 1936, Tòquio (Japó)) és un químic i professor universitari japonès guardonat amb el Premi Nobel de Química l'any 2000.

## Biografia
Va estudiar química a l'Institut Tecnològic de Tòquio, on es doctorà el 1966. Aquell mateix any va ocupar la plaça de professor associat a la mateixa institució. En 1976 va acceptar una invitació d'Alan MacDiarmid, de la Universitat de Pennsylvania, per a desenvolupar allà la seva investigació post-doctoral. Va tornar al seu país tres anys després per a treballar com a professor ajudant a l'Institut de Ciències dels Materials de la Universitat de Tsukuba. Des de 1982 és professor d'aquesta mateixa institució, tot i que avui dia amb el títo de professor emèrit.

## Recerca científica
Les seves investigacions en el camp dels camps dels polímers, especialment de l'acetilè, el van dur al descobriment, quan ocupava la plaça d'investigador associat en el laboratori de Química de l'Institut Tecnològic de Tòquio, de les propietats conductores d'aquest material en ser contaminat amb traces d'altres substàncies.
Els descobriments de Shirakawa van interessar al químic Alan MacDiarmid i al físic Alan J. Heeger, amb els quals va iniciar una fructífera relació científica i investigadora que va donar com a resultat la publicació conjunta l'estiu de 1977 de l'article Síntesi de polímers orgànics conductors de l'electricitat: derivats halògens del poliacetilè (CH)n, en el qual anunciaven el descobriment del poliacetilè.
L'any 2000 fou guardonat, juntament amb MacDiarmid i Heeger, amb el Premi Nobel de Química pel descobriment i desenvolupament dels polímers conductors.